# Aunac-sur-Charente
Aunac-sur-Charente ist eine französische Gemeinde mit 662 Einwohnern (Stand: 1. Januar 2022) im Département Charente in der Region Nouvelle-Aquitaine. Sie gehört zum Arrondissement Confolens und ist Mitglied im Gemeindeverband Communauté de communes Cœur de Charente.
Sie entstand als Commune nouvelle mit Wirkung vom 1. Januar 2025 durch die Zusammenlegung der bisherigen, gleichnamigen Commune nouvelle Aunac-sur-Charente mit der bisherigen Gemeinde Moutonneau. Beide Ortsteile besitzen keinen Status einer Commune déléguée in der neuen Gemeinde. Der Verwaltungssitz befindet sich im Ort Aunac-sur-Charente.
Der Ortsteil Aunac-sur-Charente entstand seinerseits am 1. Januar 2017 als Commune nouvelle durch die Zusammenlegung der früheren Gemeinden Aunac, Bayers und Chenommet, die zwischenzeitlich den Status von Communes déléguées besaßen, den sie durch die erneute Fusion nun verloren.

## Gemeindegliederung
| Ortsteil                             | Ehemaliger INSEE-Code | PLZ   | Fläche (km²) | Einwohnerzahl (2022) |
| ------------------------------------ | --------------------- | ----- | ------------ | -------------------- |
| Aunac-sur-Charente (Verwaltungssitz) | 16023                 | 16460 | 12,79        | 558                  |
| Moutonneau                           | 16238                 | 16460 | 04,22        | 104                  |

## Geografie

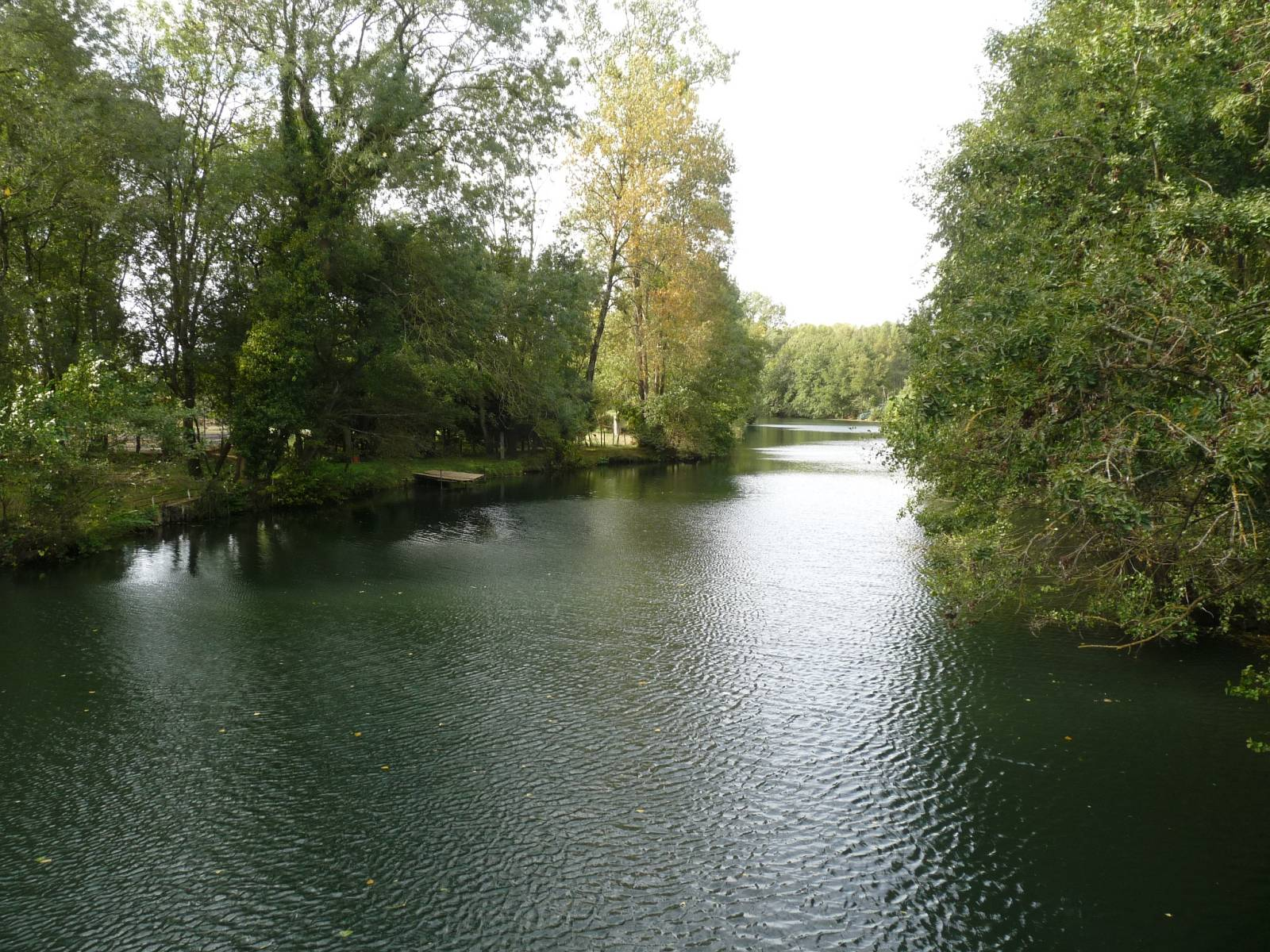
Die Charente bei Chenon und Chenommet

Aunac-sur-Charente liegt etwa 31 Kilometer nordnordöstlich von Angoulême und etwa 35 Kilometer westsüdwestlich von Confolens in der historischen Provinz des Angoumois an beiden Seiten der Charente, die die Gemeinde von Nord nach Süd durchströmt. Die Gemeinde wird neben der Charente vom Flüsschen Tiarde entwässert, das sie im Osten begrenzt und vom Flüsschen Fontaniou, das aus einer Quelle unterhalb des Weilers le Vieil Aulac entspringt, parallel zur Charente verläuft und schließlich in einen ihrer Flussarme mündet. Das Zentrum im Ortsteil Aunac liegt auf einer Höhe von etwa 75 m. Das Bodenrelief steigt vom Charente-Tal auf beiden Seiten stellenweise zunächst steil mit Höhenunterschieden von etwa 30 Meter auf kurzer Distanz an (Coteau de Bayers und Coteau de Magnerit). Die Steigung verläuft in der Folge flacher mit einer maximalen Höhe von 123 m im äußersten Westen. Der tiefste Punkt mit 61 m Höhe wird im Süden beim Austritt der Charente aus dem Gemeindegebiet gemessen.
Teile des Gebiets von Aunac-sur-Charente gehören zu den ZNIEFF-Naturzonen „Vallée de la Charente de Bayers à Mouton“ (540007581) und „Vallée de la Charente en amont d’Angoulême“ (540120100).
Umgeben wird Aunac-sur-Charente von den Nachbargemeinden Chenon im Norden und Nordwesten, Poursac im Norden, Couture im Osten, Saint-Front im Südosten, Mouton im Süden, Lichères im Süden und Südwesten sowie Fontenille und Lonnes im Westen.

## Sehenswürdigkeiten
| Name                      | Ort        | Bemerkungen                                                                        | Bild |
| ------------------------- | ---------- | ---------------------------------------------------------------------------------- | ---- |
| Pfarrkirche Saint-Sixte   | Aunac      | In den Hugenottenkriegen zerstört, Ende des 17. Jahrhunderts restauriert           |      |
| Burg Bayers               | Bayers     | 12. und 15. Jahrhundert, in mehreren Teilen als Monument historique eingeschrieben |      |
| Kirche Notre-Dame         | Bayers     | Um 1600 erbaut                                                                     |      |
| Kirche Saint-Pierre       | Chenommet  | 12. Jahrhundert                                                                    |      |
| Dolmen de la Pierre Folle | Chenommet  | Als Monument historique eingeschrieben                                             |      |
| Kirche Saint-Vivien       | Moutonneau |                                                                                    |      |
| Schloss Moutonneau        | Moutonneau |                                                                                    |      |

## Bildung
Die Gemeinde verfügt über eine öffentliche Vor- und Grundschule „Les Ondines“ (École primaire) mit 84 Schülerinnen und Schülern im Schuljahr 2014/2015.

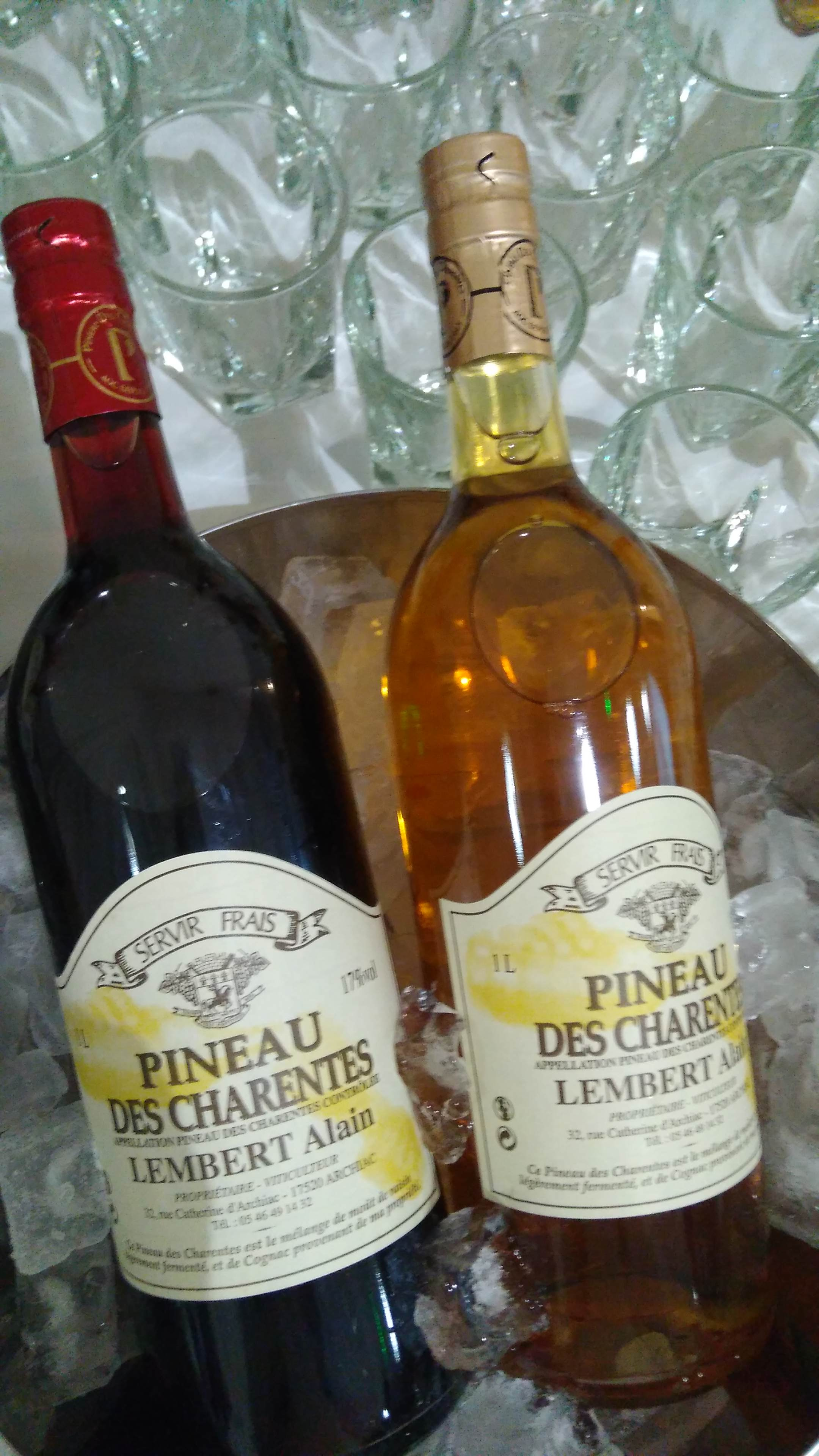
Flaschen des Pineau des Charentes in den Sorten weiß und rot

## Wirtschaft
Aunac-sur-Charente liegt in den Zonen AOC
- der Buttersorten
  - Charentes-Poitou,
  - Charentes und
  - Deux-Sèvres,
- des Cognacs mit den Bezeichnungen 
  - Cognac Fin Bois und
  - Cognac ou Eau-de-vie de Cognac oder Eau-de-vie des Charentes und
- des Pineau des Charentes in den Sorten weiß, rosé und rot.[5]

Die Orte von Aunac-sur-Charente und Umgebung waren jahrhundertelang landwirtschaftlich geprägt. Die meisten Menschen lebten als Selbstversorger von den Erträgen ihrer Felder und Gärten. In den Orten selbst ließen sich Handwerker und Kleinhändler nieder. Im ausgehenden Mittelalter und in der frühen Neuzeit wurde der Weinbau vorangetrieben, der jedoch – nach der Reblauskrise im ausgehenden 19. und beginnenden 20. Jahrhundert – keine Bedeutung mehr hat. Seit den 1960er Jahren spielt der Tourismus in Form der Vermietung von Ferienwohnungen (gîtes) eine nicht unbedeutende Rolle im Wirtschaftsleben der Gemeinde.

## Verkehr
Die autobahnähnlich ausgebaute Route nationale 10 von Poitiers nach Angoulême wird im äußersten Westen auf einem etwa 520 Meter langen Abschnitt ohne Anschlussstelle durch das Gemeindegebiet geführt. Ansonsten ist Aunac-sur-Charente fernab von größeren Verkehrsachsen. Nachgeordnete Departementsstraßen und lokale Landstraßen führen zu den Ortsteilen von Aunac-sur-Charente und zu den Nachbargemeinden.